# Tjomme Ynte Kingma Boltjes
Tjomme Ynte Kingma Boltjes (Rotterdam, 4 juni 1901 − Doorn, 8 maart 2000) was een Nederlands hoogleraar algemene en toegepaste microbiologie.

## Biografie
Boltjes was een zoon van kantonrechter mr. Hidde Kingma Boltjes (1875-1945) en Geertje Halbertsma (1879-1955). Hij trouwde met zijn nicht Tettje Kingma Boltjes (1910-2001), dochter van van de chirurg dr. Menzo Pieter Kingma Boltjes (1880-1944). Hij studeerde af als scheikundig ingenieur  aan de Technische Hogeschool Delft in 1928. Hij promoveerde vervolgens op 28 juli 1934 aan diezelfde universiteit in de scheikunde op Onderzoekingen over nitrificerende bacteriën met als promotor prof. dr. Albert Kluyver (1888-1956). Aanvangende 1 februari 1937 werd hij benoemd tot lector microbiologie aan de Universiteit van Amsterdam, welk ambt hij aanvaardde met de openbare rede De microbiologie en hare veelzijdigheid. Per 1 juli 1951 werd het lectorschap omgezet in een buitengewoon hoogleraarschap algemene en toegepaste microbiologie, waarbij hij zijn inaugurele rede hield op 13 oktober 1952 onder de titel De ontwikkeling der microbiologie. Vanaf 1950 werkte hij mee aan het Leerboek der microbiologie en immunologie. Voor artsen en studenten in de geneeskunde waarvan verschillende drukken verschenen (1950, 1953², 1957³). Per 17 september 1956 werd hij gewoon hoogleraar met dezelfde leeropdracht en hij ging op 1 september 1971 met emeritaat, na zijn afscheidsrede in juli 1971 te hebben gehouden. Hij werd als hoogleraar opgevolgd door de Brit prof. dr. David Walker Tempest (1929).
Prof. dr. ir. T.Y. Kingma Boltjes overleed in 2000 op 98-jarige leeftijd.